# Wickerol A
Wickerol A ist ein Diterpen, das aus dem Pilz Trichoderma atroviride (Stämme FK1 3849 und 3737) isoliert wurde. Es besitzt ein tetrazyklisches Kohlenstoffgerüst mit einem Fünf- und drei Sechsringen und hat sieben Stereozentren, einschließlich zweier quartärer Kohlenstoffe. 

## Synthese
Bisher sind drei Totalsynthesen bekannt, diese sind noch relativ lang und aufwendig, 13 bis 26 Syntheseschritte sind notwendig.

## Biologische Wirkung
Bei Wickerol A wurde eine aktive Hemmung der DNA-Polymerasenaktivität beobachtet. Gehemmt werden ausschließlich die Stämme A/PR/8/34 und A/WSN/33 des Influenza-A-Virus H1N1 („Schweinegrippevirus“). Das Molekül ist ein Kandidat für antivirale Medikamente.